# Pergamaster
Pergamaster is een geslacht van zeesterren uit de familie Goniasteridae.				

## Soorten
- Pergamaster incertus (Bell, 1908)
- Pergamaster triseriatus H.E.S. Clark, 1963